# Arturo Porro
Arturo Porro (* 1890 in Mailand; † 1967 ebd.) war ein italienischer Mittelstreckenläufer.
Bei den Olympischen Spielen 1920 in Antwerpen wurde er Siebter über 1500 m und schied über 800 m im Vorlauf aus.
1919 wurde er Italienischer Meister über 1500 m.

## Persönliche Bestzeiten
- 800 m: 2:01,8 min, 1922
- 1500 m: 4:05,2 min, 18. Juli 1920, Busto Arsizio